# دانيو وردي
دانيو وردي (الاسم العلمي:Danio roseus) هو نوع من الأسماك يتبع جنس الدانيو من فصيلة الشبوطيات.